# Franco Forini
Franco Forini (Muralto, 22 september 1958) is een voormalig Formule 1-coureur uit Zwitserland. Hij reed in 1987 3 Grands Prix voor het team Osella.